# 小盛山古墳
小盛山古墳（こもりやまこふん）は、岡山県岡山市北区平山にある古墳。形状は円墳。史跡指定はされていない。
円墳としては全国で第3位の規模の古墳である。別名を「造山古墳（つくりやまこふん）」とも（岡山市北区新庄下の造山古墳とは異なる）。

## 概要
岡山市西方の山裾の丘陵端に築造された大型円墳である。墳形は円形で、造出を付す。墳丘は3段築成で、造出部分は2段築成。直径は95メートル、造出まで含めた墳丘長は108メートルを測り、円墳としては全国第3位の規模になる。墳丘表面では葺石・埴輪が検出されている。墳丘周囲に残る4つの溜池は周濠の名残と伝えるが、詳細は明らかでない。埋葬施設は不明。
この小盛山古墳は、古墳時代前期後半の4世紀後半頃の築造と推定される。前期の円墳としては全国で最大規模になる。吉備地方の前期古墳としては、小盛山古墳以前の築造になる尾上車山古墳・中山茶臼山古墳が知られるが、両古墳が吉備の中山の山上に位置して海を臨むのとは性格を異にする点が注目される。なお本古墳に後続する首長墓としては、佐古田堂山古墳・造山古墳と続く系譜が推測される。